# Gordon Gottlieb
Gordon Gottlieb (* 23. Oktober 1948 in New York City) ist ein US-amerikanischer Perkussionist und Dirigent, der ebenso in der Klassik wie im Bereich der Fusionmusik hervorgetreten ist.

## Leben und Wirken
Gottlieb erhielt ersten Unterricht als Perkussionist bei James Wimer. Dann studierte er bis zum Master an der Juilliard School bei Saul Goodman, Elden C. Bailey und Morris Goldenberg und besuchte beim Aspen Music Festival Kurse bei Cloyd Duff.
Gottlieb arbeitete seit 1970 als Soloperkussionist und Pauker für das New York Philharmonic Orchestra und trat außerdem mit zahlreichen internationalen Orchestern, darunter dem London Symphony Orchestra, dem London Philharmonic Orchestra, dem Royal Philharmonic Orchestra, dem Chicago Symphony Orchestra, dem Detroit Symphony Orchestra, dem American Symphony Orchestra und dem Israel Philharmonic Orchestra auf. Zu den Dirigenten, mit denen er zusammenarbeitete, zählen Leonard Bernstein, Pierre Boulez, Zubin Mehta, Kurt Masur, Lorin Maazel, Alan Gilbert, Erich Leinsdorf, Leopold Stokowski, Colin Davis, Bernard Haitink, Igor Markevitch, Antal Doráti, Claudio Abbado, Charles Dutoit, Nikolaus Harnoncourt, Riccardo Chailly, Riccardo Muti, Esa-Pekka Salonen und James Levine.
Als Interpret der Neuen Musik trat Gottlieb mit dem Contemporary Chamber Ensemble, dem Juilliard Ensemble, Speculum Musicae und der Group for Contemporary Music auf, nahm mit der Chamber Music Society des Lincoln Center Béla Bartóks Sonate für zwei Klaviere und Perkussion auf und war unter Robert Craft an Einspielungen von Werken Igor Strawinskys beteiligt. Er war Solist in Konzertserien Pierre Boulez’ und bildete mit seinem Zwillingsbruder Jay Gottlieb ein Duo, das Kompositionsaufträge für Werke für Klavier und Perkussion vergab; zudem spielte er Aufnahmen mit Philip Glass ein.
Weiterhin ist Gottlieb auf dem Gebiet des Fusionjazz aktiv. Er war an mit Grammys ausgezeichneten Alben von Steely Dan (Two Against Nature), Walter Becker (Circus Money) und Paul Winter (Prayer for the Wild Things) beteiligt. Weiter arbeitete er mit Musikern wie Miles Davis, Quincy Jones, Keith Jarrett, Chick Corea, George Benson, Michael Jackson, Sting, Donald Fagen, Stevie Wonder, Whitney Houston, Carly Simon, Grace Jones, Tony Bennett, Lena Horne, Patti LaBelle, Debbie Harry, Queen Latifah, Sarah Vaughan, Ray Charles, Eric Clapton, Ravi Shankar, Hermeto Pascoal, Baaba Maal, Alessandra Belloni, Al Jarreau, Pete Seeger, Marc Anthony, Wyclef Jean, Meat Loaf, Bette Midler, Paula Abdul, Céline Dion, Michael Bolton, David Sanborn, Frankie Valli, Gladys Knight, Aretha Franklin, Clay Aiken, Dianne Reeves, Chaka Khan und Diana Krall.
Insgesamt spielte er Aufnahmen für 50 Plattenlabels ein, nahm als Studiomusiker Musik zu 170 Filmen (darunter Fame, The Wiz, The Cotton Club, A Chorus Line, The Beauty and the Beast, Aladdin, Dirty Dancing, Brennpunkt L.A. – Die Profis sind zurück) auf und wirkte als Musiker an Fernsehsendungen und Werbespots mit.
Als Dirigent leitete Gottlieb die New Yorker Premiere von Peter Maxwell Davies’ Vesalii Icones, assistierte Arthur Weisberg bei der Aufführung von Pierre Boulez’ Pli Selon Pli, leitete 1981 in der Carnegie Hall eine Aufführung von William Waltons Façade mit Anna Russell als Sprecherin, Shaker Loops von John Adams beim Santa Fe Chamber Music Festival, Gian Carlo Menottis The Telephone beim Musikfestival Davos und zahlreiche Aufführungen von Strawinskis Histoire du soldat. Er unterrichtete zehn Jahre lang an der Yale School of Music; seit 1991 gehört er zum Lehrkörper an der Juilliard School. Zudem gab er Meisterklassen in Nord- und Südamerika, Europa und Asien und wirkte 1996 bei den KoSA International Percussion Workshops mit.